# Trigonidium huapala
Trigonidium huapala är en insektsart som beskrevs av Otte, D. 1994. Trigonidium huapala ingår i släktet Trigonidium och familjen syrsor. Inga underarter finns listade i Catalogue of Life.